# قصر الباي (قسنطينة)
قصر الباي هو مقر الحكم ببايلك الشرق إبان الحكم العثماني للجزائر، أمر ببنائه أحمد باي بن محمد الشريف عام 1825 ولم تنته الأشغال به إلا عام 1835. لم تستمر إقامة الباي أحمد به سوى سنتين لأن قسنطينة سقطت بيد الفرنسيين عام 1837.

## تاريخ القصر
كلف أحمد باي بن محمد الشريف مجموعة من أمهر المهندسين ببناء قصر له يكون مقر حكمه لبايلك الشرق، بدأ العمل بالمشروع عام 1825 ولم تنته الأشغال به إلا عام 1835 أي بعد مرور 10 سنوات.
انتقل أحمد باي إلى القصر خريف عام 1835 في وقت عصيب إذ كانت مدينة الجزائر قد وقعت بيد الفرنسيين بالإضافة إلى الكثير من مدن بايلك الشرق مثل عنابة وبجاية، ما لبث الفرنسيون أن بدأوا تحرشاتهم بقسنطينة فبعد معركة قسنطينة الأولى التي فشلوا في إخضاع المدينة فيها، أعادوا الكرة بعد ذلك في أكتوبر 1837 حيث تمكنوا من السيطرة على المدينة بعد معركة قسنطينة الثانية.
قام قائد الجيش الفرنسي الجنرال بيرتراند كلوزيل باتخاد هذا القصر مقراً له.

## النمط المعماري
تقدر مساحة قصر الباي بـ 1600 متر مربع وهو شاهد على رقاء فن العمارة العثماني، يضم القصر غرف وحدائق وفناءات رحبة وهي موزعة كما يلي:
- الطابقه السفلي:
  - 121 غرفة و500 باب ونافذة من خشب الأرز المنقوش بمهارة والمزين بالألوان حمراء وخضراء وصفراء.
  - حوالي 27 رواقا لتهوية القصر.
  - 250 عمودا من الرخام جيء بها من مناطق متوسطية مختلفة.
  - الفناء الرئيسي وهو محاط بخمسة أقواس وكان يسمى دار أم النون (سكنته أم أحمد الباي).
- الطابق العلوي:
  - سلم يؤدي إلى فناء محاط أيضا بأروقة ذات أقواس ويحتضن الفناء سلسلة من الشقق تحتوي على أثاث قديم
  - فناء آخر مبلط بالرخام ومزين بأعمدة.
  - غرف رحبة بجوارها حمام ذي هندسة مغاربية كان مخصصا للباي ولخدمه من النساء.
- أسفل القصر: كان يضم خزان مياه تعيش به أسماك صغيرة حمراء.

## المتحف الوطني للفنون والتعابير الثقافية التقليدية
صدر قرار تأسيس المتحف الوطني للفنون والتعابير الثقافية التقليدية في أكتوبر 2010 وقدرت أجال أشغال الترميم ما بين 10 إلى 12 شهرا على أيدي مهندسين معماريين متخصصين بإعادة التأهيل.
بعد تأهيله أصبح القصر متحفاً ومحل عرض لمقتنيات تاريخية نادرة.

## ألبوم الصور

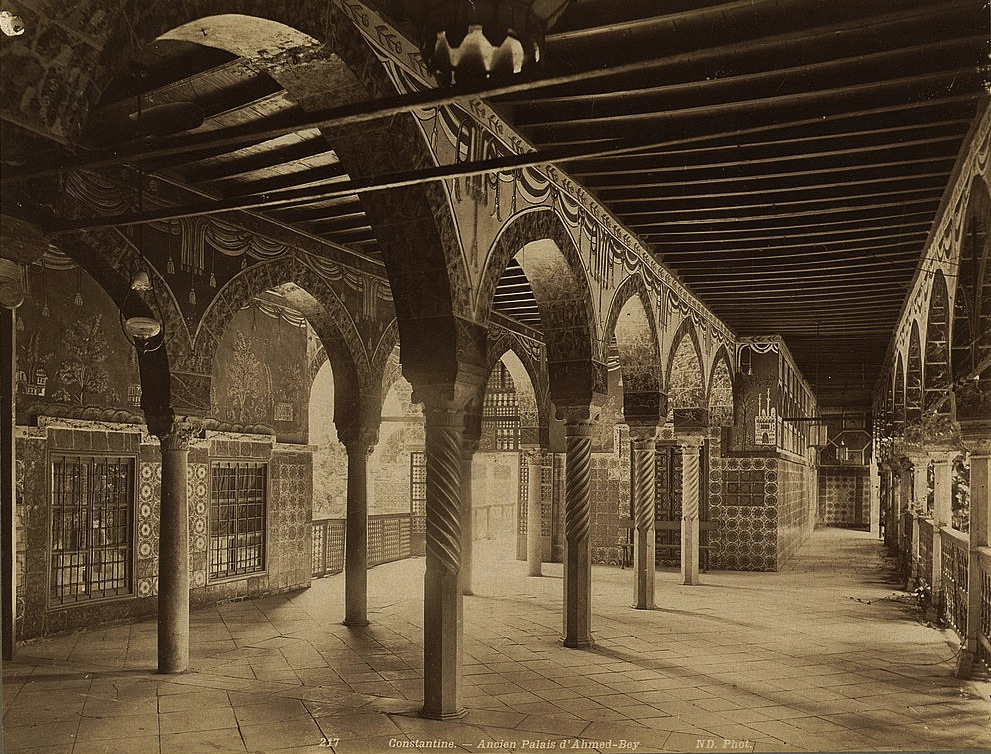
أقواس بقصر الباي
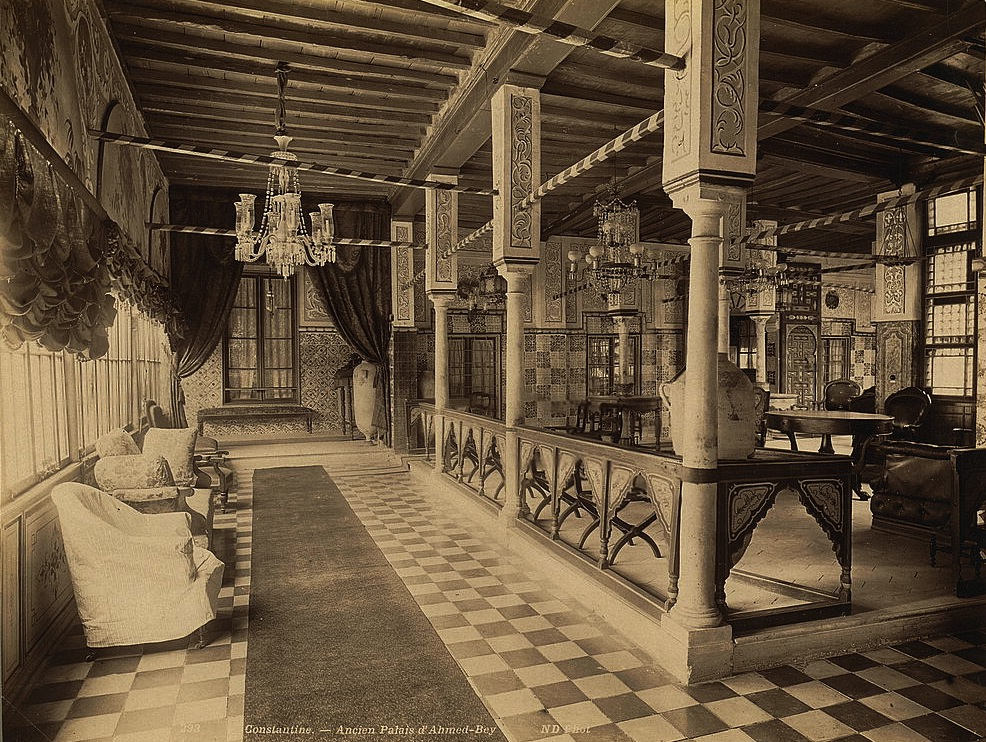
بهو بقصر الباي
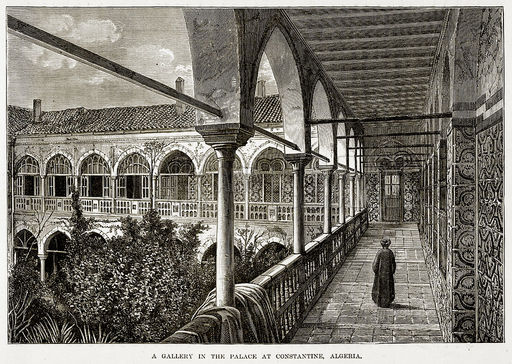
منظر على فناء قصر الباي
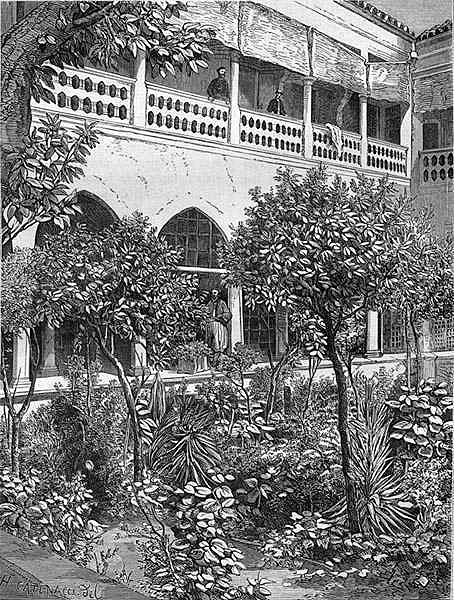
حديقة شجر البرتقال بالقصر
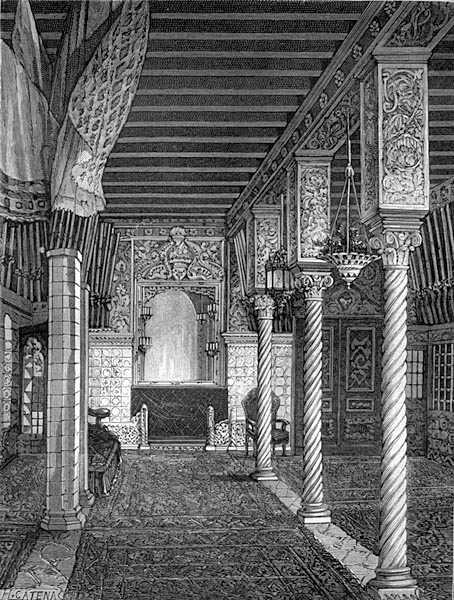
غرفة الجوائز
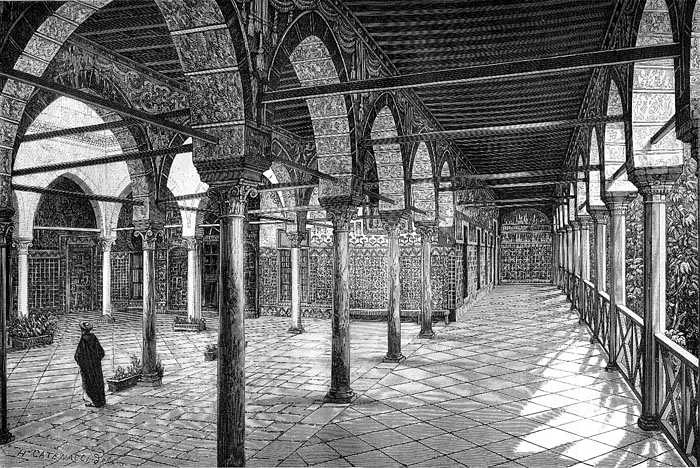
البهو الأعلى للقصر
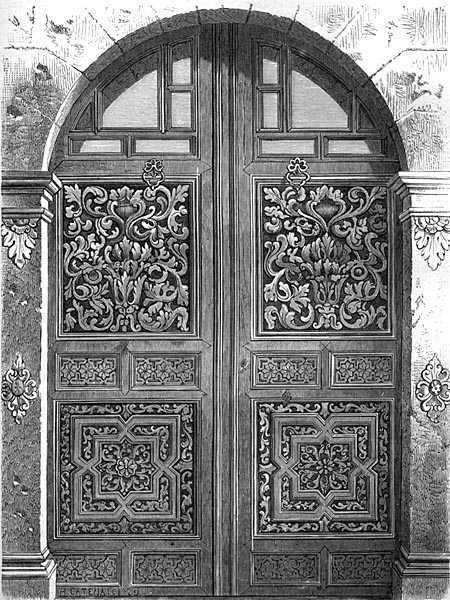
رسمة لبوابة قصر الباي
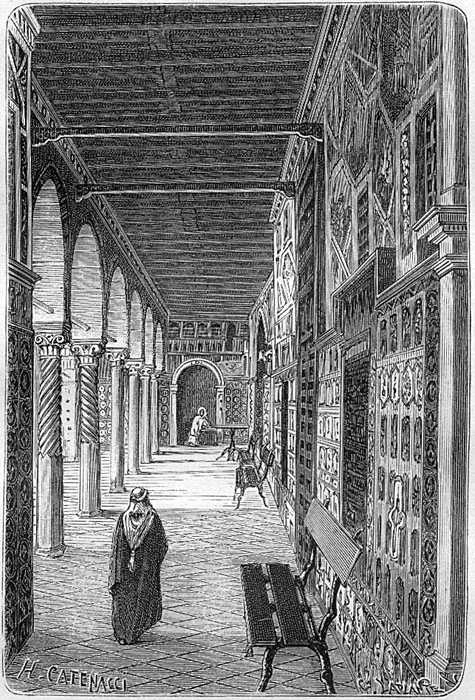
منظر داخلي
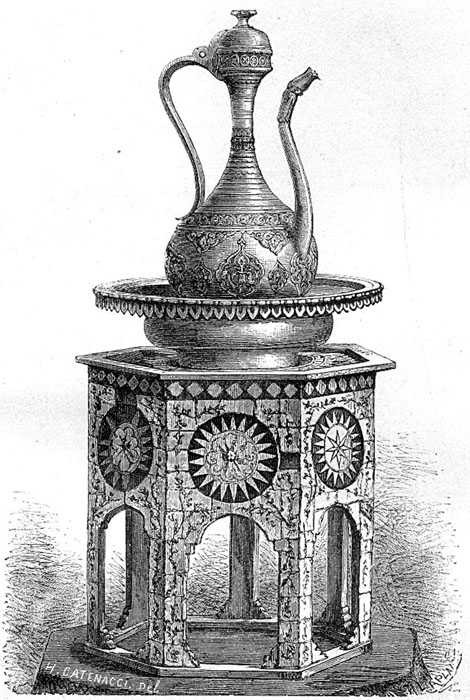
صانعة قهورة قديمة في القصر
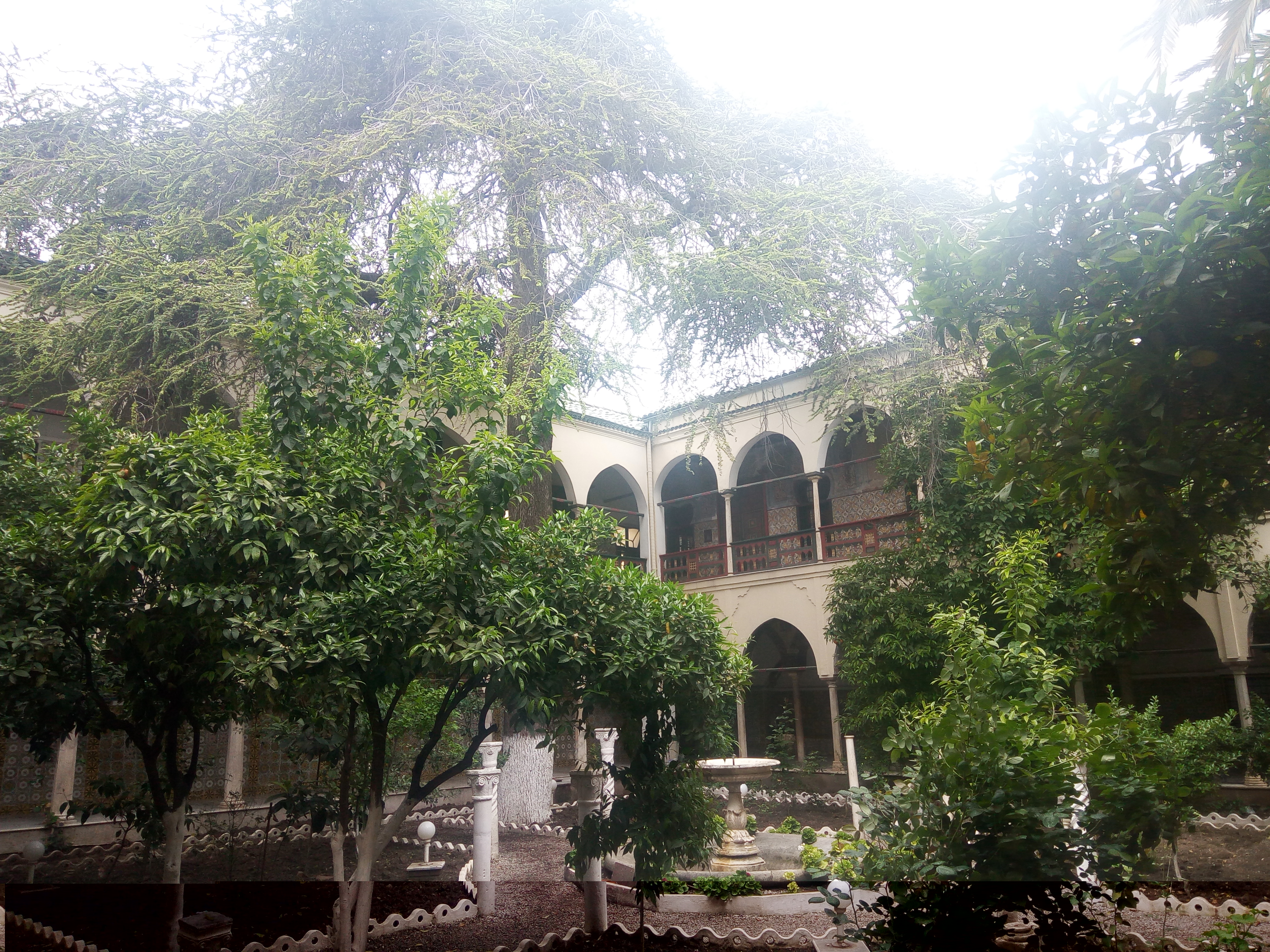
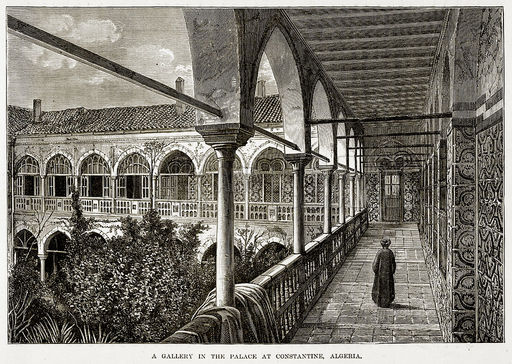
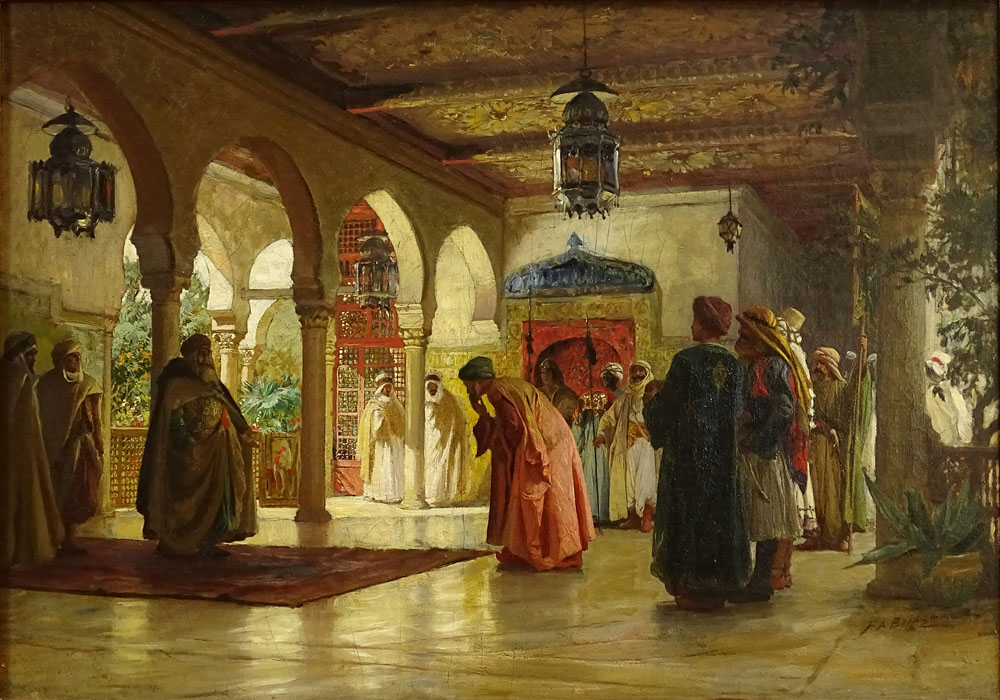
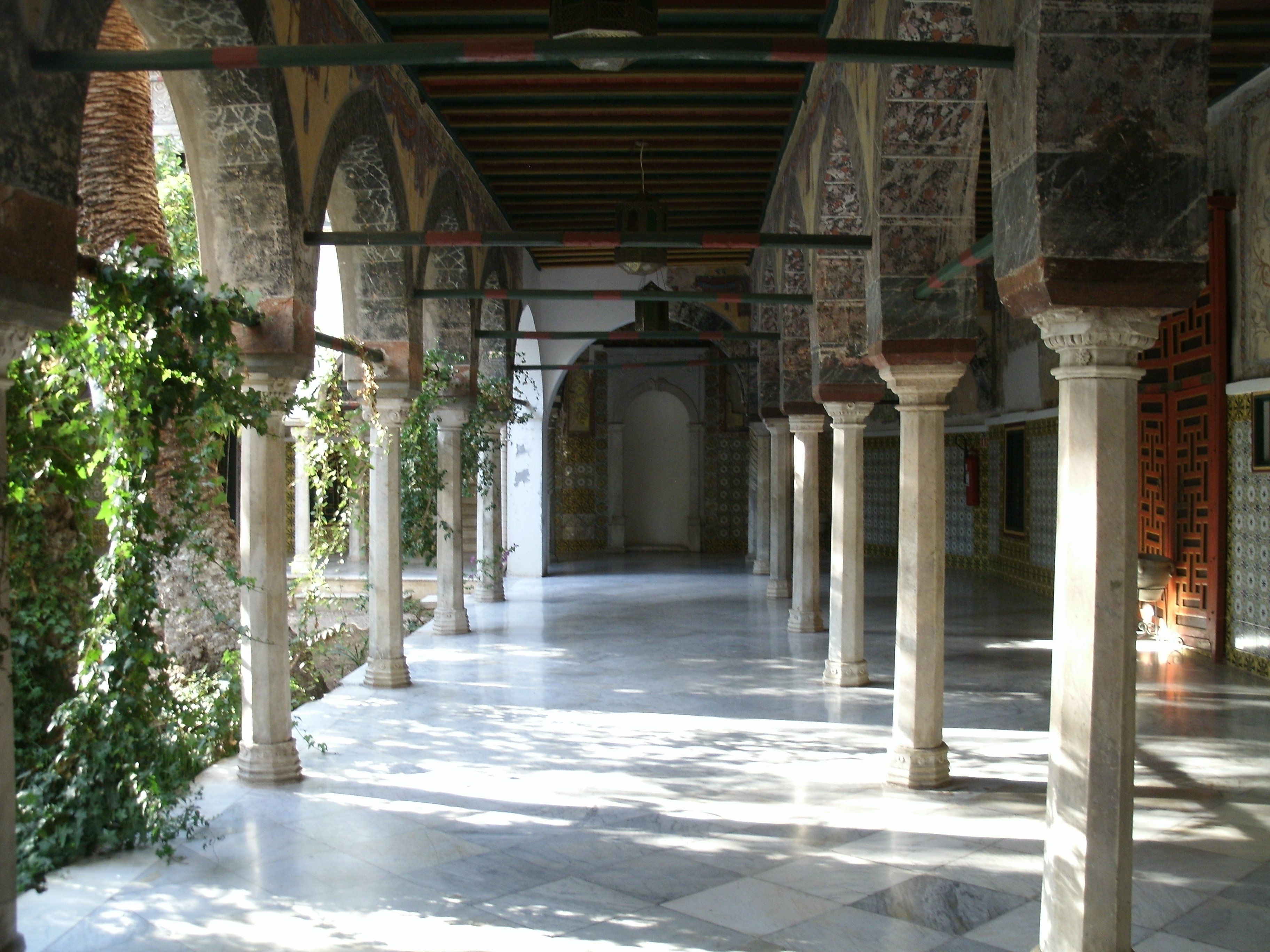
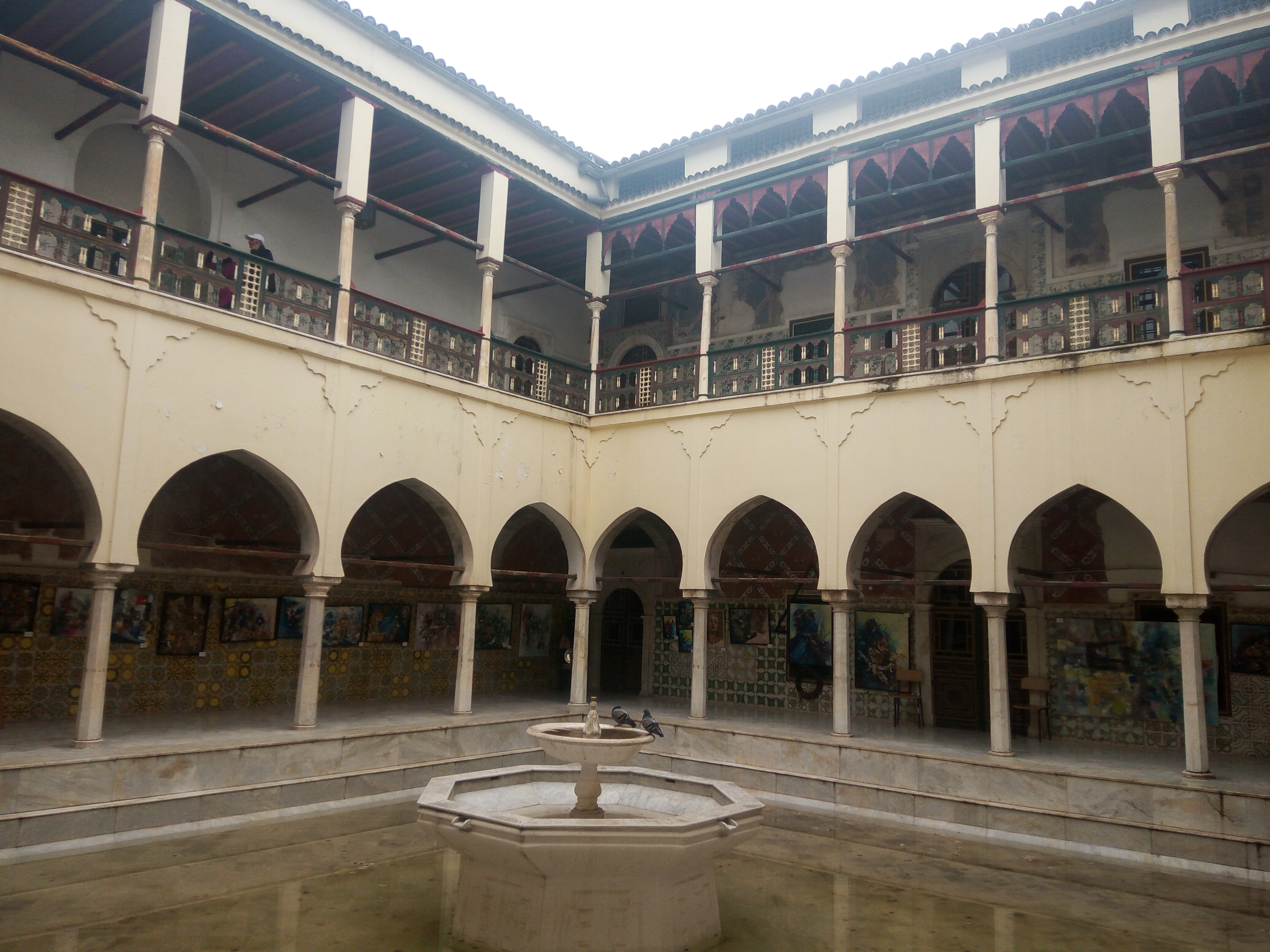
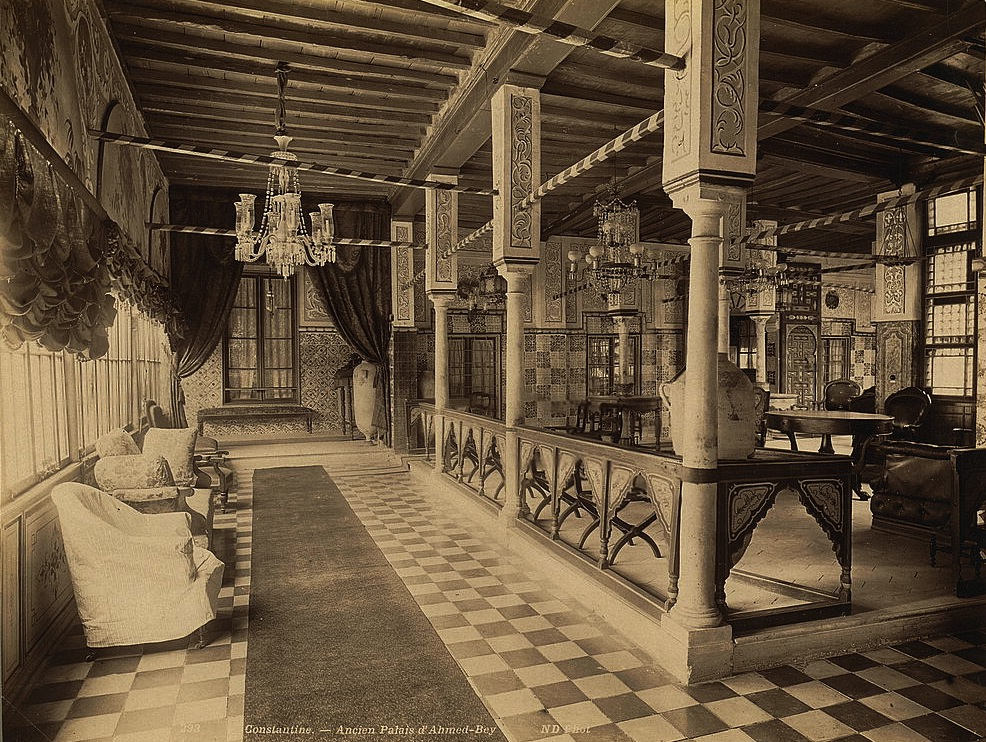